# Лунд, Роберт Александрович
Роберт Александрович Лунд (? 1827 — 1 декабря 1875) — кругосветный мореплаватель, капитан 1 ранга Российского Императорского Флота, прозаик, сотрудник журнала «Морской сборник» в 1850-1860-х годах (псевдоним Р. Л.).

## Биография
Роберт Лунд обучался в Морском кадетском корпусе и после выпуска продолжил службу на Балтике.
В 1851 году произведён в чин лейтенанта и переведён на Чёрноморский флот. Во время Крымской войны участвовал в обороне Севастополя и был контужен.
В 1855 году получил назначение адъютантом командующего русскими войсками в Великом княжестве Финляндском. В его обязанность входило: сбор сведений о верфях, судостроении и местных портах; а также изучение особенностей системы рек и озёр Северо-Запада. Свои наблюдения опубликовывал журнале «Морской сборник» под псевдонимом «Р. Л.». Одним из них стала работа, описывающая строительство парохода «Суоми»
В 1860 году произведён в чин капитан-лейтенанта. В этом же году принял под командование строящийся в Оулу корвет «Варяг».

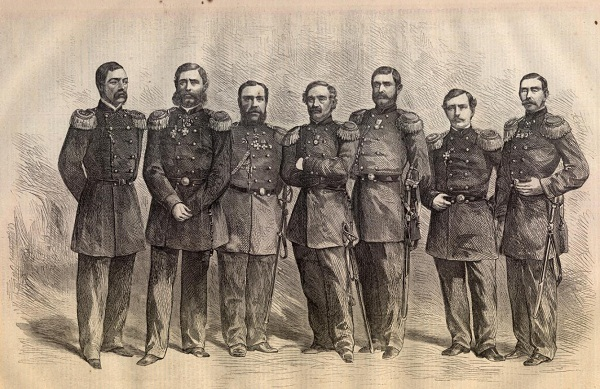
С. С. Лесовский с командирами кораблей

В 1863 году на нём в составе эскадры контр-адмирала С. С. Лесовского участвовал в экспедиции русского флота к берегам Северной Америки. После чего отправился на Дальний Восток России, при переходе «Варяг» стал первым русским военным кораблём прошедшим через весь Магелланов пролив в Тихий океан. Затем было крейсерство и стационерская служба в водах Японии и Китая. В 1866 году Роберт Александрович был произведён в чин капитана 2-го ранга. В 1867 году на корвете вернулся в Кронштадт через мыс Доброй Надежды.
В 1871 году Роберта Александровича произвели в чин капитана 1-го ранга.
Р. А. Лунд скончался 1 декабря 1875 года. Его похоронили на Митрофаньевском кладбище в Санкт-Петербурге.

## Награды
- орден Святой Анны 3-й степени с мечами (за оборону Севастополя 1854—1855 годов)
- орден Святого Станислава 2-й степени
- орден Святого Владимира 4-й степени с бантом
- медаль «За защиту Севастополя. 1854-1855 гг.»
- медаль «В память Восточной войны 1853-1854-1855-1856 гг.»

## Труды
- Три шторма, выдержанные корветом «Варяг». // Морской сборник, 1864.